# ماریا لازار
ماریا لازار (مجاری: Mária Lázár؛ ۱۵ آوریل ۱۸۹۵ – ۱ اکتبر ۱۹۸۳) بازیگر اهل مجارستان بود.
از فیلم‌ها یا برنامه‌های تلویزیونی که وی در آن نقش داشته‌است می‌توان به شماره ۱۱۱، یک نقش عجیب و شبی در ترانسیلوانی اشاره کرد.